# Crossrail (azienda)
Crossrail è un'impresa ferroviaria europea che fa capo al gruppo tedesco Rhenus Logistics. Nata in Svizzera e cresciuta mediante una serie di acquisizioni e successivi cambiamenti nell'assetto societario, l'azienda opera essenzialmente lungo il corridoio che collega i porti dei Paesi Bassi con l'Italia attraverso l'Europa centrale.

## Settori di attività
L'impresa ha focalizzato la propria attività nella trazione di treni intermodali lungo l'itinerario a suo tempo individuato come "Corridoio 24", fra i porti del nord Europa e Genova, alternando alla trazione personale delle proprie imprese controllate.

## Storia

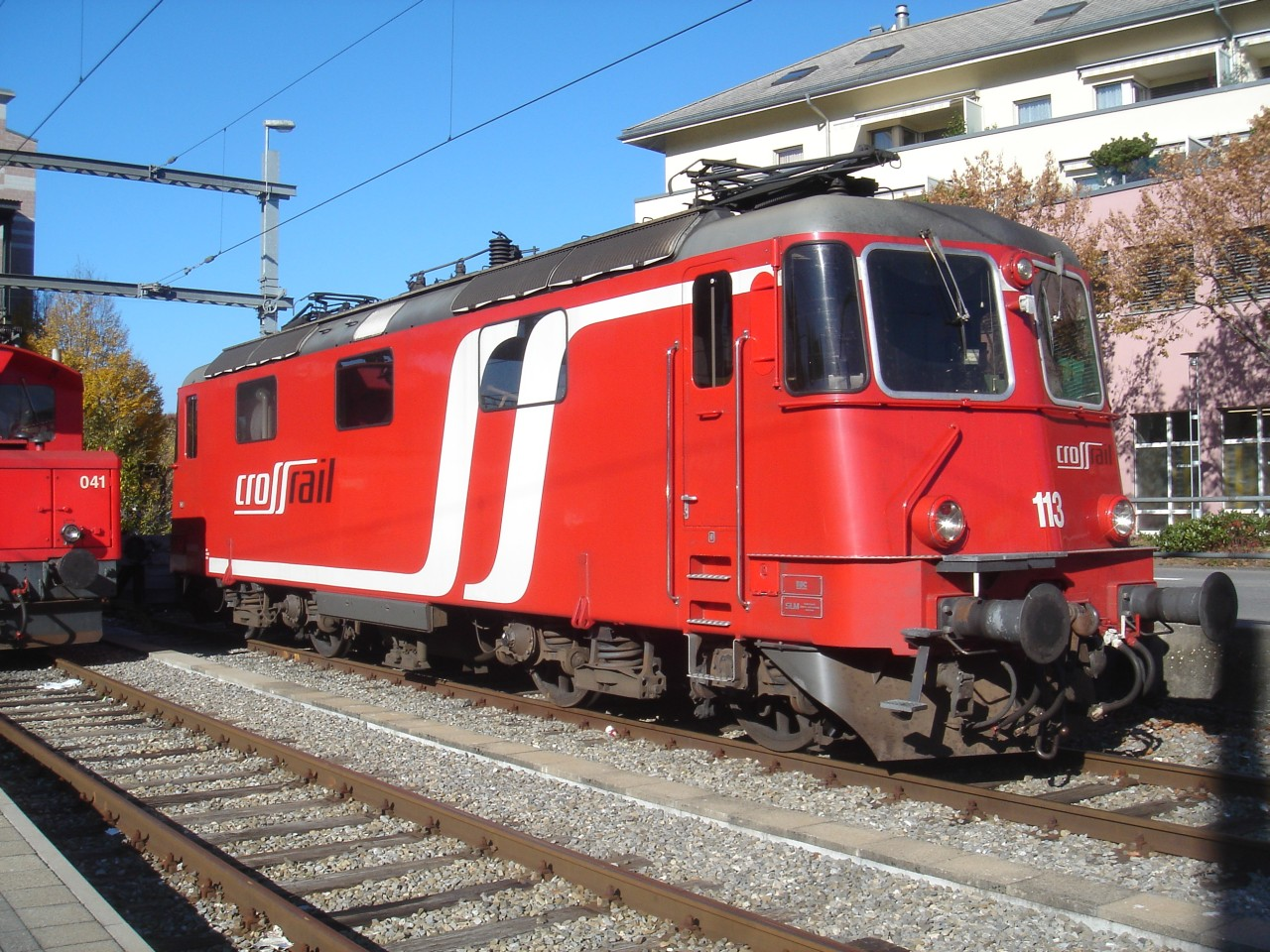
Locomotiva Crossrail Re 436 113

Le origini della società risalgono al 5 gennaio 2004 quando, conferito il servizio passeggeri precedentemente svolto dall'impresa svizzera Regionalverkehr Mittelland (RM) alla nuova impresa BLS AG, la società focalizzò le proprie attività nel settore merci; l'azienda fu rinominata Crossrail continuando a operare servizi merci in regime di libero mercato sotto il marchio che era stato ideato per connotare il servizio di trasporto combinato transalpino attraverso i valichi del Sempione e del Lötschberg.
Nel 2006 la RM cedette la proprietà di Crossrail, al tempo specializzata nel trasporto non accompagnato fra Duisburg e Domodossola, al fondo di investimenti australiano Babcock & Brown.
Nel giugno 2007, le attività di spedizione vennero scorporate e cedute alla società Ewals Cargo Care, con sede nei Paesi Bassi, concentrando Crossrail sulle attività di trazione ferroviaria. A sua volta nel 2008 l'impresa belga DLC (Dillen & Lejeune Cargo) si fuse con Crossrail, dando vita a una nuova impresa che mantenne il marchio Crossrail e diventando uno dei principali operatori lungo il corridoio Benelux-Germania-Svizzera-Italia. DLC era stata fondata nel 2000 da Jeroen Le Jeune e Ronny Dillen in partnership con Hupac e nel 2002 aveva ottenuto il primo certificato come impresa privata sulla rete ferroviaria belga, e l'anno successivo quello per la rete ferroviaria olandese; tale struttura assunse conseguentemente il nome di Crossrail Benelux NV, con sede ad Anversa.
La crisi finanziaria del 2008 portò al fallimento di Babcock & Brown: dopo la liquidazione della stessa il fondo Jeroen Le Jeune assunse la maggioranza del gruppo nell'estate del 2010.
Frattanto era iniziata l'espansione del gruppo in Italia, naturale complemento rispetto alle aree servite: ottenuta nel 2007 la licenza come impresa ferroviaria in tale Paese e svolte le necessarie corse di abilitazione con l'ausilio di locomotive E 484 prese a noleggio, i servizi commerciali iniziarono l'anno successivo. In un primo tempo l'azienda si avvalse della licenza della genovese Serfer.
Il 2 giugno 2009 venne attivata una relazione annuale Novara Boschetto-Brindisi con trazione Crossrail fino a Faenza e Sangritana sul restante percorso. Tali treni erano composti da carri di proprietà Dillen & Le Jeune Cargo.
Per un breve periodo nel 2010 Crossrail utilizzò per i propri servizi la locomotiva E 483 052 "Freedom" dell'impresa GTS Rail; nel 2012 la collaborazione con tale società sfociò nell'acquisizione di una quota del capitale Crossrail da parte della stessa.
I traffici si mantennero relativamente stabili fino al 2014, allorché venne potenziato il collegamento Genk - Novara per conto dell'operatore intermodale LKW Walter, che richiese anche il noleggio di una locomotiva di Ferrotramviaria. Il 22 dicembre del medesimo anno la società tedesca Rhenus Logistics formalizzò l'acquisto del 50,1% delle quote dell'impresa, con l'obiettivo dichiarato di completare la propria offerta con la trazione ferroviaria ed espandere contestualmente le attività di Crossrail.
Infine, il 5 marzo 2019, BLS Cargo ha firmato un accordo per acquisire la totalità delle azioni di Crossrail da Rhenus Logistics. Al momento dell'acquisizione, BLS Cargo operava prevalentemente tra Germania e Belgio lungo il corridoio ferroviario che coinvolge anche Svizzera - Italia. Crossrail genera 70 milioni di euro di fatturato con circa 180 collaboratori.

## Dati societari

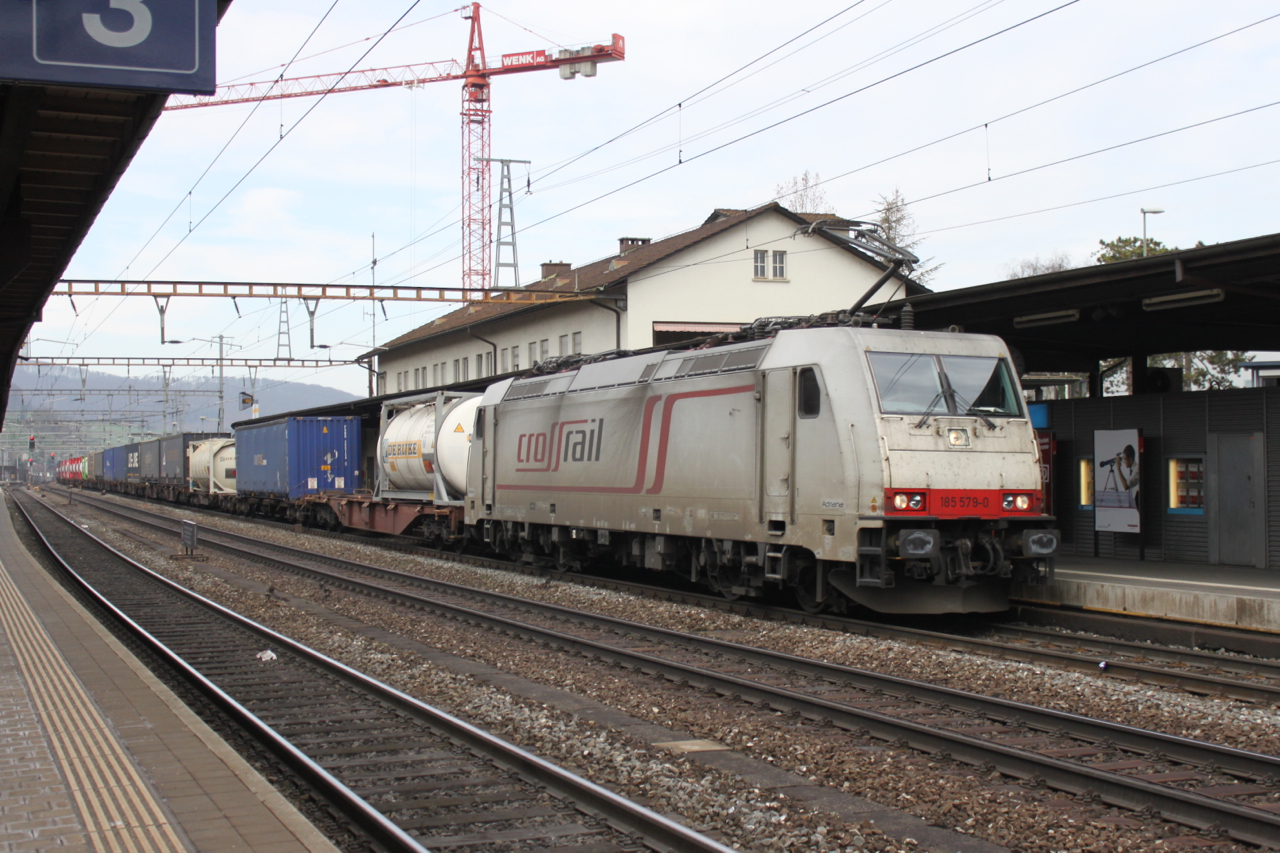
Treno al traino della 185 579 a Liestal nel 2010

La sede dell'azienda, che iniziò a operare con 50 dipendenti in Wiler, Domodossola e Duisburg, venne dapprima stabilita a Wiler bei Utzenstorf, per essere poi spostata nel febbraio 2010 a Muttenz, nel Cantone di Basilea Campagna, presso lo scalo merci di Basilea.
In Italia Crossrail è in possesso della licenza di impresa ferroviaria merci numero 45 rilasciata il 22 marzo 2007 alla consociata Crossrail Italia Srl con sede a Beura-Cardezza, presso lo scalo ferroviario Domo 2; il Certificato di Sicurezza per operare su rete RFI è stato rilasciato da Rete Ferroviaria Italiana il 7 marzo 2008. L'azienda dispone inoltre del certificato di sicurezza che l'abilita ad operare in Francia, opzione peraltro ancora non attivata a causa della difficoltà ad ottenere tracce in tale Paese.
Il gruppo Rhenus, azionista di maggioranza dal 2015, aveva nel 2013 un fatturato di 4,1 miliardi di Euro, con uno staff di 24.000 persone e 390 siti nel mondo. Nel settore ferroviario opera attraverso l'impresa di trasporto Rhenus Rail St Ingbert, che dalla storica base presso Mannheim è cresciuta a sua volta come operatore in tutta la Germania. Sempre Rhenus possiede inoltre il 51% del capitale di NIAG, impresa ferroviaria che operava inizialmente il trasporto di carbone da Moers nell'area della Ruhr estendendo a sua volta le sue attività; NIAG possiede 13 locomotive elettriche, 13 locomotive Diesel da treno e 4 locomotive da manovra.
Dal 2012 il capitale sociale risulta così ripartito:
- LeJeune Capital & Partners AG (20%)
- LKW Walter (25%)
- Hupac AG (25%)
- GTS General Transport Service[19] (10%)
- MSC Belgium NV (10%)
- Bertschi AG (10%)

In totale Crossrail dispone di circa 300 dipendenti, di cui 110 in capo a Crossrail Italia Srl.

### Materiale di trazione
All'avvio delle attività nel 2004 Crossrail disponeva di cinque locomotive tipo Re 4/4 III acquistate tra il 1969 e il 1983 dalle tre aziende che in seguito si fusero a formare la Regionalverkehr Mittelland (RM), classificate Re 436 111-115; l'ultima unità venne radiata nel 2010 in seguito a un incidente avvenuto in stazione di Briga.
Con l'espansione dei traffici la flotta si arricchì in seguito con locomotive noleggiate da diverse Rolling Stock Company fra cui:
- sette unità Bombardier TRAXX F140 AC2 gruppo 185.2, di cui tre noleggiate nel 2005 da MRCE e quattro nel 2007 da CB Rail
- due unità Bombardier TRAXX F140 MS gruppo Re 484, noleggiate fra il 2006 e il 2008 da MRCE dal 2006); i servizi in Italia iniziarono con la E 484.901 soprannominata per l'occasione Vanessa e utilizzata fino al 30 settembre 2008. In tale periodo l'unità assunse per un breve periodo la numerazione E 484.101[21]
- due unità Bombardier TRAXX F140 AC gruppo Re 482, noleggiate da FFS Cargo, e utilizzate dall'impresa tedesca RBH

Crossrail Benelux disponeva, al 2015, di quindici locomotive Diesel Class 66, l'omologa svizzera una flotta di 43 locomotive elettriche. Per il servizio in Italia nel medesimo anno risultavano:
- sette unità Bombardier TRAXX MS classificate E 186.901-907[23][24]
- sette unità Bombardier TRAXX DC classificate E 483 015-017 a noleggio da Alpha Trains dal 2010[24]
- un'unità Diesel Vossloh G.2000.36, già in carico a NordCargo e Nuovo Trasporto Viaggiatori, acquisita nel luglio 2013

Sempre in Italia per i primi servizi della relativa filiale vennero utilizzate le E 484 901-902 noleggiate da MRCE, in seguito restituite e sostituite anche da unità in service da altre imprese ferroviarie.
L'ingresso nel capitale di controllo da parte di Rhenus ha consentito nel 2015 di aggiungere al parco ulteriori tredici locomotive da manovra e sette locomotive da treno.